# بیل اورگانا
بیل اورگانا (انگلیسی: Bail Organa) یک شخصیت خیالی در جنگ ستارگان است که توسط جیمی اسمیتس در حمله کلون‌ها(۲۰۰۲)، انتقام سیت(۲۰۰۵) و یک سرکش(۲۰۱۶) به تصویر کشیده شده‌است.
بیل اورگانا، یکی از اعضای خانواده سلطنتی آلدران و نماینده کره زمین در مجلس سنای جمهوری، به دلیل صداقت و تعهدش به عدالت مورد احترام کوروسکانت قرار گرفت. قبل از جنگ‌های کلون، بیل در کنار سناتور پادمه آمیدالا به عنوان عضوی از کمیته وفادار صدراعظم پالپاتین خدمت می‌کرد.
اورگانا پدرخوانده شخصیت پرنسس لیا است که در اثر حمله با دث‌استار در نسخه A New Hope کشته شده بود. با این حال و از آنجایی که وقایع روگ وان پیش از این فیلم اتفاق می‌افتند، وی هنوز زنده است و به عنوان بخشی از اتحاد ربل فعالیت می‌کند.